# Aricia montanabella
Aricia montanabella är en fjärilsart som beskrevs av Ruggero Verity 1928. Aricia montanabella ingår i släktet Aricia och familjen juvelvingar. Inga underarter finns listade i Catalogue of Life.